# Lollar
Lollar är en stad i Landkreis Gießen i Regierungsbezirk Gießen i förbundslandet Hessen i Tyskland.